# Marcus Aemilius Lepidus (consul in 285 v.Chr.)
Marcus Aemilius Lepidus was een Romeins politicus in de 3e eeuw v.Chr.
Hij was de eerste drager van het cognomen Lepidus (Latijn voor "charmant", "elegant", "grappig") in de gens Aemilia. De Aemilii Lepidi behoorden tot in de vroege Keizertijd tot de leidende families van Rome. Daar zijn naam in de Fasti Capitolini niet is bewaard gebleven, ontbreekt zijn filiatie, zodat de genealogische verwantschap met de anderen Aemilii onduidelijk blijft. Hij werd in 285 v.Chr. tot consul gekozen, samen met Gaius Claudius Canina. Van hun ambtstermijn is niets bekend.
Zijn zoon of waarschijnlijk eerder zijn kleinzoon was Marcus Aemilius Lepidus (consul in 232 en 220 v.Chr.).